# Невыглас, Геннадий Николаевич
Геннадий Николаевич Невыглас (11 февраля 1954) — белорусский государственный деятель, государственный секретарь Совета Безопасности Республики Беларусь (2001—2006), Глава Администрации Президента Республики Беларусь (2006—2008), бывший председатель Белорусской федерации футбола. Входит в список должностных лиц Беларуси, которым закрыт въезд в страны ЕС.

## Биография
Родился 11 февраля 1954 года на станции Парохонск Пинского района Брестской области, вырос в Парохонске. Отец работал бригадиром железнодорожных путей, мать начинала карьеру с должности учителя белорусского языка и литературы в Парохонской средней школе, дослужившись до должности директора школы. Семья жила на станции (небольшая часть деревни в пяти километрах от самого Парохонска, в которой расположена железнодорожная станция).
Окончил начальную школу на станции в классе, который насчитывал всего четыре человека. Старшие классы посещал в Парохонской средней школе.
После окончания школы поступил и окончил Московское высшее пограничное командное училище КГБ и Высшую школу КГБ СССР им. Ф. Э. Дзержинского. С 1975 по 2000 год служил на различных командных, штабных должностях в пограничных войсках.
С должности заместителя председателя Государственного комитета пограничных войск Республики Беларусь в ноябре 2000 года назначен начальником Службы безопасности Президента Республики Беларусь.
12 сентября 2001 года назначен Государственным секретарем Совета Безопасности Республики Беларусь — помощником Президента Республики Беларусь по вопросам национальной безопасности.
20 марта 2003 года избран председателем Белорусской федерации футбола.
Является членом Президиума Белорусского физкультурно-спортивного общества «Динамо».
Вместе с Петром Прокоповичем (председатель Нацбанка Беларуси с 1998 по 2011 годы) развивал производство и инфраструктуру малой родины Невыгласа. В июне 2018 года Невыгласу было присвоено звание «Почётный гражданин Пинского района».

## Санкции ЕС
Входил в список белорусских чиновников, которым запрещён въезд в ЕС. Список составлялся Советом ЕС после президентских выборов 2006 года, в него вошли высокопоставленные чиновники, ответственные, по мнению Евросоюза, за нарушение международных стандартов избирательного права, прав человека, а также за давление на гражданское общество и белорусскую демократическую оппозицию.
В 2011 году, после проведения президентских выборов в Белоруссии 2010 года, которые Европейским союзом были признаны недемократическими, а также силового разгона акции протеста в Минске 19 декабря 2010 года, был включен в «Чёрный список ЕС». В 2012 году Совет Европейского союза признал Невыгласа ответственным, как главу Администрации президента, за организацию фальсифицированных выборов в 2006 году и последующие репрессии против мирных демонстрантов.

## Личная жизнь и интересы
Женат, имеет двух дочерей и четверо внуков, живущих в Минске и Москве. Любит охоту и рыбалку, о чем говорит в интервью СМИ.